# Marilyn Eastman
Marilyn Eastman (* 17. Dezember 1933 in Beaver, Iowa; † 22. August 2021 in Tampa, Florida)  war eine  US-amerikanische Schauspielerin. Sie wurde durch die Rolle der Helen Cooper in George A. Romeros Horrorklassiker Die Nacht der lebenden Toten bekannt.

## Leben
Eastman wurde in Iowa geboren und zog in den 1960er-Jahren nach Pittsburgh. Dort arbeitete sie zunächst als Radiomoderatorin und gründete Mitte der 1960er-Jahre mit ihrem Ehemann John F. Eastman und Karl Hardman die Produktionsfirma Hardman/Eastman, Inc.

### Filmkarriere
Eastman sammelte in den 1960er-Jahren erste Erfahrung als Schauspielerin im Fernsehen. So spielte sie 1960 in der Perry-Mason-Folge Der Fall mit dem Geld des Bankräubers die Sekretärin des Protagonisten. 1968 castete George A. Romero sie für seinen Horrorklassiker Die Nacht der lebenden Toten. Sie war zusammen mit Romero und Hardman ausführende Produzentin dieses Films. Zudem übernahm sie das Make-Up und die Requisite. Anschließend arbeitete sie vorwiegend im Independent-Filmgenre und drehte überwiegend B-Movies, darunter der 1975 begonnene, aber nie beendete Horror-Thriller Night of the Black Mass. Im Jahr 1995 hatte sie einen Cameo-Auftritt in Der Hausfreund und 1996 in Santa Claws.

### Persönliches
Sie war mit Drehbuchautor und Moderator John F. Eastman verheiratet. Aus dieser Ehe ging der gemeinsame Sohn John hervor, der später als Independent-Filmemacher und Schauspieler in die Fußstapfen seiner Eltern trat. Eastman war eng mit Karl Hardman befreundet und war Patentante seiner Tochter Kyra Schon, die in Die Nacht der lebenden Toten auch die Tochter seines Charakters Harry spielte. Eastman lebte in Tampa, Florida.